# Gaussia attenuata
Gaussia attenuata är en enhjärtbladig växtart som först beskrevs av Orator Fuller Cook, och fick sitt nu gällande namn av Odoardo Beccari. Gaussia attenuata ingår i släktet Gaussia och familjen Arecaceae. Inga underarter finns listade i Catalogue of Life.